# Uvalde Estates, Texas
Uvalde Estates là một nơi ấn định cho điều tra dân số (CDP) thuộc quận Uvalde, tiểu bang Texas, Hoa Kỳ. Năm 2010, dân số của nơi này là 2171 người.

## Dân số
- Dân số năm 2000: 1972 người.
- Dân số năm 2010: 2171 người.